# Bulbophyllum amplebracteatum
Bulbophyllum amplebracteatum är en orkidéart som beskrevs av Johannes Elias Teijsmann och Simon Binnendijk. Bulbophyllum amplebracteatum ingår i släktet Bulbophyllum och familjen orkidéer. Inga underarter finns listade i Catalogue of Life.

## Bildgalleri

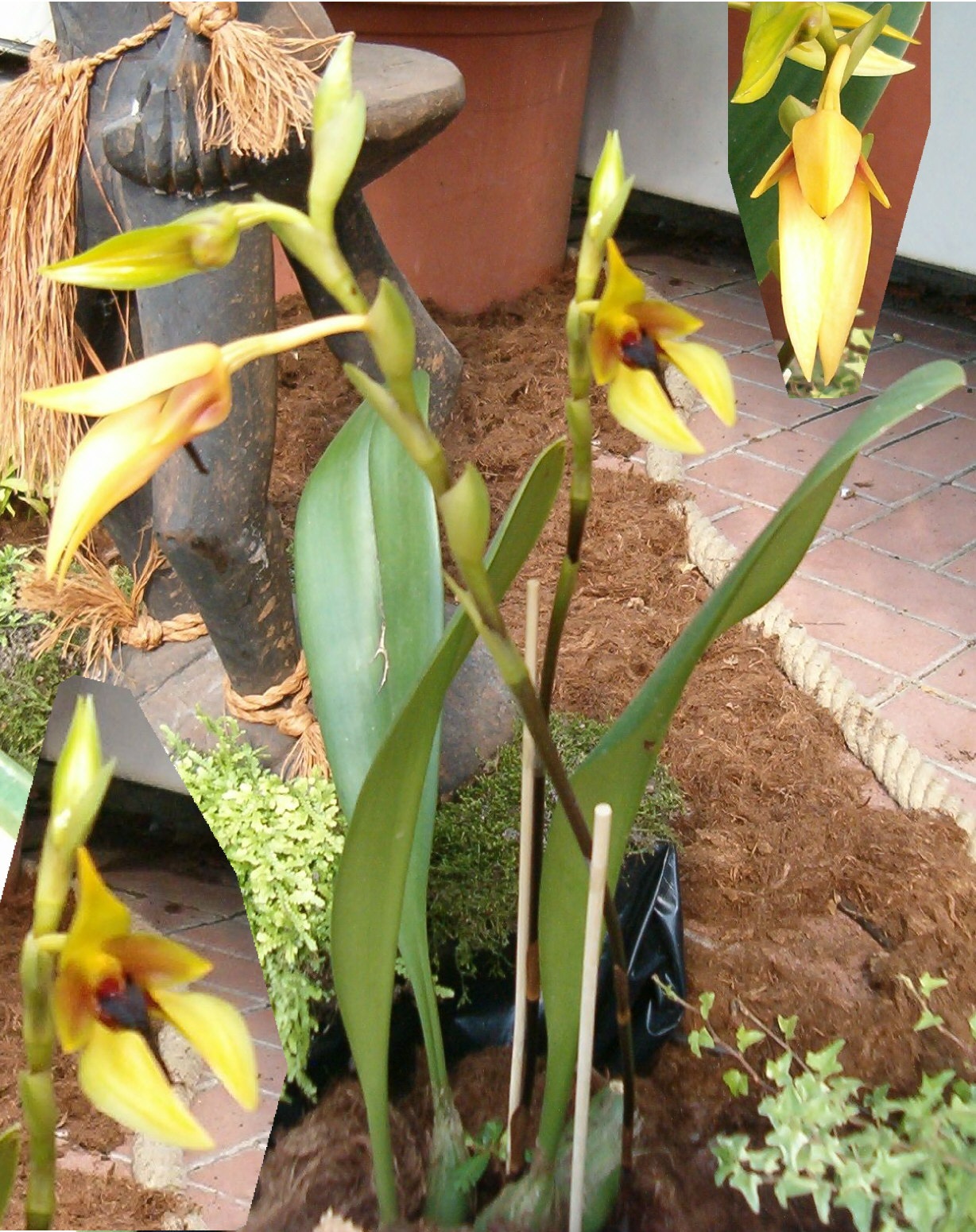